# 斯坦尼斯拉夫·维斯皮安斯基
斯坦尼斯拉夫·维斯皮安斯基（波蘭語：Stanisław Mateusz Ignacy Wyspiański，1869年1月15日—1907年11月28日） ，波兰剧作家、画家和诗人，同时他还是室内装饰和家具设计师。他是一位爱国作家，在青年波兰运动中创作了一系列具有象征意义的爱国戏剧。在他所处时代，他是欧洲最杰出和多才多艺的艺术家之一。他将现代主义和波兰民间传统及浪漫主义成功地结合在一起。他被非官方地誉为波兰第四大吟游诗人。